# Kwon Soo-Hyun
Kwon Soo-Hyun, född den 23 februari 1974, är en sydkoreansk landhockeyspelare.
Hon tog OS-silver i damernas landhockeyturnering i samband med de olympiska landhockeytävlingarna 1996 i Atlanta.